# Krystyna Szostek-Radkowa
Krystyna Szostek-Radkowa (ur. 14 marca 1933 w Katowicach) – polska śpiewaczka mezzosopranistka, pedagog.

## Życie prywatne
Córka Józefa Szostka – śpiewaka i współzałożyciela Opery Śląskiej w Bytomiu, siostrzenica Karola Grzesika – przedwojennego marszałka Sejmu Śląskiego. Naukę muzyki rozpoczęła we wczesnym dzieciństwie pod kierunkiem swego ojca, pierwszy raz wystąpiła w radiu już w wieku 4 lat. Po ukończeniu w 1953 klasy śpiewu Ireny Faryaszewskiej w katowickim Liceum Muzycznym rozpoczęła studia w Wyższej Szkole Muzycznej w Katowicach pod kierunkiem Adrianny Faryaszewskiej, Ireny Lenczewskiej, Wandy Łozińskiej. Studia w konserwatorium ukończyła w 1959 roku z najwyższym wyróżnieniem.
W czasie studiów wyszła za mąż za Ludwika Radka, skrzypka w Operze Śląskiej, a później w Filharmonii Narodowej w Warszawie. Po związaniu się śpiewaczki na stałe z Operą Warszawską Radkowie zamieszkali w Warszawie, jednak przez wszystkie lata swej kariery artystka utrzymywała żywy kontakt ze Śląskiem. Rodzinne tradycje muzyczne kontynuowała ich młodsza córka – Jolanta Radek (sopran).
Radkowie zawsze mieli w swoim domu zwierzęta, a ich starsza córka Gabriela poświęciła się medycynie weterynaryjnej, jako że w tej rodzinie psy kochane były na równi z muzyką i śpiewem. I nie tylko psy, także koty i jamniki. Właśnie Krystyna Szostek-Radkowa jest autorką słynnego bon motu (o swoim ulubieńcu Dudusiu): To nie pies – to jest jamnik.

## Kariera artystyczna

### Opera
Od 1957 roku Krystyna Szostek-Radkowa przez 5 lat była solistką Opery Śląskiej w Bytomiu. Debiutowała tam rolą pokojówki w Manon, ale za swój debiut profesjonalny uważa rolę Ulryki w Balu maskowym Verdiego.
W 1958 zdobyła medal na międzynarodowym konkursie w Tuluzie, w 1959 – najwyższą (drugą) nagrodę na konkursie im. Giovanniego Battisty Viottiego w Vercelli, a w 1960 – III nagrodę na konkursie w Sofii.
Szybko zwróciła uwagę zagranicznych impresariów. Efektem był debiut w Operze Wiedeńskiej, gdzie wykonała z wielkim sukcesem rolę Eboli w Don Carlosie. Później przez 10 lat występowała gościnnie na deskach Opery Królewskiej La Monnaie w Brukseli (Eboli, Ortruda, Dalila, Amneris), w Opéra de Lyon (Ortruda 1976, Kundry 1977, Amneris 1978, Filipiewna 1984). Na scenie wschodnioberlińskiej Staatsoper grała Matkę Joannę w Diabłach z Loudun, a w Moskwie (Teatr Bolszoj) w Carmen. W 1981 wystąpiła w Operze Paryskiej w Balu maskowym w roli Ulryki wraz z José Carrerasem (Gustaw III) i Katią Ricciarelli (Amelia), a w Szwajcarii u Maurice Béjarta w inscenizacji opery Salome w roli Herodiady.
Występowała również na scenach operowych Madrytu, Hamburga, Düsseldorfu, Lubeki, Leningradu, Kijowa, Rygi, Budapesztu, Bukaresztu, Moskwy, Buenos Aires (Teatro Colón) i nowojorskiej Carnegie Hall. Były to wszystko występy gościnne, bowiem artystka nigdy nie rozstawała się na dłużej ze sceną Opery Narodowej w Warszawie, do której w 1962 roku zaangażował ją Bohdan Wodiczko i w której była solistką przez następne 40 lat.
Pierwsze jej role na tej scenie to Jadwiga w Strasznym dworze, Jokasta w Królu Edypie i Olga w Eugeniuszu Onieginie. Inne kreacje to Oktawia w Koronacji Poppei, Azucena w Trubadurze, Amneris w Aidzie, księżniczka Eboli w Don Carlosie, Santuzza w Rycerskości wieśniaczej, Cześnikowa w Strasznym Dworze, a przede wszystkim tytułowa rola w Carmen (1967) w reżyserii Erharda Fischera i wielkie role wagnerowskie – Wenus, Fryka, Waltrauta w Tannhäuserze i Pierścieniu Nibelunga. Cała tetralogia Wagnera była wystawiana w Teatrze Wielkim w międzynarodowej obsadzie w latach 1988–1989. Ostatnią rolą na scenie Opery Narodowej była Niania Filippiewna w Eugeniuszu Onieginie w roku 2002.
O kreacji w Carmen krytyk muzyczny Jerzy Waldorff pisał: Krystyna Szostek-Radkowa w roli i partii Carmeny była rewelacyjna: nie wyobrażam sobie, czy jest dziś lepsza Carmen w Europie, pod każdym względem – wokalnym, aktorskim, aparycyjnym.

### Muzyka oratoryjna
Obok oper klasycznych specjalizowała się w wykonaniach muzyki religijnej, oratoriach, a także w muzyce XX wieku, w szczególności w wykonaniach i prawykonaniach dzieł współczesnych jej polskich kompozytorów Bairda, Lutosławskiego, Góreckiego, Pendereckiego.
Z koncertami oratoryjnymi i recitalami objechała całą Europę, jak również Afrykę (Kenia, Uganda) i obie Ameryki: w 1982 wystąpiła z zespołem Kameralistów Filharmonii Narodowej Karola Teutscha w Carnegie Hall zapoznając amerykańską publiczność z arcydziełami polskich kompozytorów epoki baroku (w tym utwór Jesu spes mea Stanisława Sylwestra Szarzyńskiego był kilkakrotnie bisowany), a w sezonie 1993/1994 odbyła tournée po Puerto Rico, gdzie pod dyrekcją Krzysztofa Pendereckiego wraz ze słowacką sopranistką Lucją Popp wykonywały, zarówno jego kompozycje, jak i klasyczne dzieła oratoryjne (w tym Requiem Dvořáka).
Jej repertuar oratoryjny obejmuje kilkadziesiąt pozycji: Vivaldi, Monteverdi, Pergolesi, Bach, Händel, Mozart, Brahms, Moniuszko, Bruckner, Verdi, Mahler, Dvořák, Szymanowski. Była jedną z najwyżej ocenianych wykonawczyń partii mezzosopranowej w Requiem Verdiego.

### Prawykonania muzyki współczesnej
Uczestniczka wielu międzynarodowych festiwali muzycznych (Montreux, Besançon, Lyon, Linz, Lucerna, Rzym, Zagrzeb) i wielu realizacji Międzynarodowego Festiwalu Muzyki Współczesnej Warszawska Jesień. m.in. w jej IV edycji (1960) w Oedipus Rex Strawinskiego, oraz w Requiem Maciejewskiego, a Witold Lutosławski powierzył jej dwa pierwsze wykonania Pięciu pieśni do słów Kazimiery Iłłakowiczówny, pierwszego utworu w nowym systemie harmonii dwunastodźwiękowej.
W 1960 brała udział w prawykonaniu Pięciu pieśni do słów Haliny Poświatowskiej Tadeusza Bairda, utworze zadedykowanym „Krystynie”.
W 1966 w ramach X „Warszawskiej Jesieni” miała prawykonanie opera Jutro Tadeusza Bairda na podstawie dramatu One day more Josepha Conrada, następnie w 1972 opera została wystawiona na scenie Opery Śląskiej w reżyserii Bogdana Hussakowskiego. Kreacja aktorska Szostek-Radkowej w roli Jessiki w obu przedstawieniach spotkała się z gorącym przyjęciem publiczności i reżyser rozpoczął realizację wersji filmowej. Autor opery wymógł jednak żeby rolę Jessiki w filmie powierzyć aktorce teatralnej z podkładem głosu Szostek-Radkowej.
W latach 1970 przygotowała z francuskim kompozytorem Jean Guillou prawykonanie światowe Judith Symphonie pour Mezzo Soprano et orchestre op. 21,  które odbyło się na Wawelu w Krakowie. Prawykonanie francuskie symfonii z udziałem Krystyny Szostek-Radkowej i Orkiestrą Radia i Telewizji Francuskiej (ORTF) pod dyr. Renarda Czajkowskiego odbyło się w Paryżu 25 lutego 1971.

## Działalność pedagogiczna
Od 1985 prowadziła klasę śpiewu na Wydziale Wokalnym Uniwersytetu Muzycznego im. Fryderyka Chopina w Warszawie, gdzie w 1993 otrzymała z rąk Prezydenta RP tytuł profesora. Do jej uczniów należeli m.in.: Anna Lubańska, Edyta Kulczak, Ae-Ran Kim, Anna Lisiecka, Małgorzata Pańko, Katarzyna Rzymska, Ewa Thomas, Elżbieta Wróblewska, Agnieszka Dąbrowska, Małgorzata Gałuszka-Armata, Karolina Gumos, Jolanta Rzewuska.

## Odznaczenia i nagrody
- 1967 – Złoty Krzyż Zasługi[28]
- 1979 – Krzyż Kawalerski OOP[28]
- 1983 – Order Sztandaru Pracy I klasy[28]
- 1988 – Honorowa Odznaka Towarzystwa Polonia[28]
- 2003 – Ślązaczka Towarzystwa Przyjaciół Śląska[29]
- 2011 – Złoty Medal Gloria Artis – Zasłużony Kulturze[28][30]

## Role operowe
- Manon, Jules Massenet, postać: pokojowa, reż. Jan Popiel, Opera Śląska, premiera: 1957-06-01
- Bolesław Śmiały, Ludomir Różycki, postać: Mielisława, reż. Józef Wyszomirski, Opera Śląska, premiera: 1957-11-30
- Bal maskowy, Giuseppe Verdi, postać: Ulrika, reż. Karol Urbanowicz, Opera Śląska, premiera: 1957-11-30
- Wesele Figara, Wolfgang Amadeus Mozart, postać: Marcelina, reż. Józef Wyszomirski, Opera Śląska, premiera: 1959-09-18
- Marta, Friedrich von Flotow, postać: Nancy, reż. Vladislav Hamsik, Opera Śląska, premiera: 1961-07-12
- Oedipus Rex. Persefona, Igor Strawinski, postać: Jokasta, reż. Konrad Swinarski, Teatr Wielki w Warszawie, premiera: 1962-01-10
- Juliusz Cezar, Georg Friedrich Händel, postać: Kornelia, reż. Ludwik René, Teatr Wielki w Warszawie, premiera: 1962-04-28
- Zamek Sinobrodego, Béla Bartók, postać: Judith, reż. Aleksander Bardini, Teatr Wielki w Warszawie, premiera: 1963-02-16
- Don Carlos, Giuseppe Verdi, postać: Księżniczka Eboli, Opera Wiedeńska, premiera: 1965-02-06
- Straszny dwór, Stanisław Moniuszko, postać: Jadwiga, reż. Jerzy Merunowicz, Teatr Wielki w Warszawie, premiera: 1965-11-20
- Oedipus Rex (wieczór Strawińskiego), Igor Strawinski, postać: Jokasta, reż. Konrad Swinarski, Rodrigues Alfredo, Rodrigues Alfredo, Teatr Wielki w Warszawie, premiera: 1965-12-11
- Parsifal, Richard Wagner, postać: Kundry, Nouvel Opéra w Lyonie
- Moc przeznaczenia, Giuseppe Verdi, postać: Cyganka Preziosilla, Nouvel Opéra w Lyonie
- Samson i Dalila, Camille Saint-Saëns, postać: Dalila, Opera Brukselska La Monnaie
- Faust, Charles Gounod, postać: Marta, reż. Ladislav Stros, Teatr Wielki w Warszawie, premiera: 1966-04-06
- Aida, Giuseppe Verdi, postać: Amneris, reż. Danuta Baduszkowa, Teatr Wielki w Warszawie, premiera: 1966-08-31
- Jutro, Tadeusz Baird, postać: Jessica, reż. Aleksander Bardini, Teatr Wielki w Warszawie, premiera: 1966-09-18
- Carmen, Georges Bizet, postać: Carmen, reż. Erhard Fischer, Teatr Wielki w Warszawie, premiera: 1967-07-16
- Oniegin, Piotr Czajkowski, postać: Olga, reż. Lidia Zamkow, Teatr Wielki w Warszawie, premiera: 1967-11-16
- Trubadur, Giuseppe Verdi, postać: Azucena, reż. Józef Grubowski, Teatr Wielki w Warszawie, premiera: 1970-05-09
- Elektra, Richard Strauss, postać: Klitemnestra, reż. Aleksander Bardini, Teatr Wielki w Warszawie, premiera: 1971-01-05
- Koronacja Poppei, Claudio Monteverdi, postać: Oktawia, reż. Ludwik René, Teatr Wielki w Warszawie, premiera: 1971-07-16
- Straszny dwór, Stanisław Moniuszko, postać: Cześnikowa, reż. Maciej Prus, Teatr Wielki w Warszawie, premiera: 1972-06-25[31][32]
- Szarlatan, Karol Kurpiński, postać: Konsyliarzowa (gościnnie), reż. Jan Kulma, Warszawska Opera Kameralna Warszawa, premiera: 1972-09-25
- Pieśni truwerów, Tadeusz Baird, wieczór pt. Etiudy baletowe, reż. Witold Gruca, Teatr Wielki w Warszawie, premiera: 1972-12-21
- Borys Godunow, Modest Musorgski, postaci: Karczmarka, Maryna Mniszchówna, Niania, reż. Jan Świderski, Teatr Wielki w Warszawie, premiera: 1972-12-30
- Tannhäuser, Richard Wagner, postać: Wenus, reż. Otto Fritz, Teatr Wielki w Warszawie, premiera: 1974-02-17
- Lohengrin, Richard Wagner, postać: Ortruda, reż.Ernst Poettgen, Teatr Królewski La Monnaie w Brukseli, premiera 1975-05-10
- Diabły z Loudun, Krzysztof Penderecki, postać: Matka Joanna od Aniołów, reż. Kazimierz Dejmek, Teatr Wielki w Warszawie, premiera: 1975-06-08
- Lohengrin, Richard Wagner, postać: Ortruda, reż. muz. Serge Baudo, Theatre Romain de Fourviere /Opéra de Lyon, premiera: 1976-06-21
- Parsifal Richard Wagner, postać: Kundry, reż. Louis Erlo, Opéra de Lyon, premiera: 1977-04-08[33]
- Rycerskość wieśniacza, Pietro Mascagni, postać: Santuzza, reż. Maria Fołtyn, Teatr Wielki w Warszawie, premiera: 1977-06-26
- Dama pikowa, Piotr Czajkowski, postać: Hrabina, reż. Lew Michajłow, Teatr Wielki w Warszawie, premiera: 1980-03-02
- Bal maskowy, Giuseppe Verdi, postać: Ulrika, reż. Jean Claude Casadesus, Opera Paryska, premiera: 1981-03-07
- Salome, Richard Strauss, reż.: Maurice Béjart, Grand Théâtre, Geneva[34], premiera: 1983-01-21
- Gwiazda, Zygmunt Krauze, postać: Gwiazda, reż. Wojciech Szulczyński, Teatr Wielki w Warszawie, premiera: 1985-06-21
- Makbet, Giuseppe Verdi, postać: Lady Mackbeth, reż. Marek Grzesiński, Teatr Wielki w Warszawie, premiera: 1985-11-09
- La Dame de Pique, Piotr Czajkowski, postać: La comtesse (Hrabina), reż. Jerome Kaltenbach, Opera – Theatre de Nancy[35], premiera: 1985-11-22
- Złoto Renu, Richard Wagner, postać: Fryka, reż. August Everding, Teatr Wielki w Warszawie, premiera: 1988-04-29
- Walkiria, Richard Wagner, postać: Fryka, reż. August Everding, Teatr Wielki w Warszawie, premiera: 1988-04-30
- Zmierzch bogów, Richard Wagner, postać: Waltrauta, reż. August Everding, Teatr Wielki w Warszawie, premiera: 1989-03-05
- Straszny dwór, Stanisław Moniuszko, postać: Cześnikowa, reż. Henryk Konwiński, Opera Śląska, premiera: 1990-06-16
- Faust, Charles Gounod, postać:Marta (gościnnie), reż. Bogdan Hussakowski, Opera Śląska, premiera: 1992-04-04

## Dyskografia

### Albumy solowe
- Pocztówka – 1 utwór – Krystyna Szostek-Radkowa, AW Ruch R0113[36]
- Krystyna Szostek-Radkowa – Arie operowe, Chór i Orkiestra Teatru Wielkiego w Warszawie, Muza SX2380[37]
- Krystyna Szostek-Radkowa – Arie operowe, Orkiestra Symfoniczna Filharmonii Narodowej w Warszawie, Kazimierz Kord (dyr.), Muza SXL0498[38]
- Krystyna Szostek-Radkowa – Stabat Mater, Muza SXL0508 1965[39]
- Krystyna Szostek-Radkowa – Karol Szymanowski – Pieśni, Muza SXL0980 1973[40]
- Recital operowy Krystyna Szostek Radkowa, Muza PNCD256 1994[41]
- Krystyna Szostek-Radkowa. Mezzosopran. Polskie Radio (5CD), PRCD075 2006[42]

### Albumy sesyjne
- Verdi – Trubadur – Opera w przekroju, dyr. Górzyński[43] – reedycja w PNCD228
- Ziedler, Józef – Nieszpory,Musicae Antiquae Collegium Varsoviense, dyr.Chwedczuk[44]
- Baird – Pieśni truwerów, dyr. Rowicki[45]
- Vivaldi, Bach – Muzyka chorałowa, dyr. Wodiczko[46],
- Szarzyński, Stanisław Sylwester – Musicae Antiquae Collegium Varsoviense, dyr.Sutkowski[47]
- Żebrowski, Kobierkiewicz – Requiem, Musica Antiqua Polonica, dyr.Dobrzański[48]
- Elsner – Król Łokietek albo Wiśliczanki (Opera), dyr. Dobrzański[49]
- Brahms – Chór i Orkiestra Symfoniczna Filharmonii Narodowej, dyr.Markowski[50]
- Baird – Jutro, dyr. Renard Czajkowski[51]
- Moniuszko – Litania I Ostrobramska, dyr. Kajdasz[52]
- Bloch – Bardzo śpiąca królewna, dyr. Krenz[53] w tym: Jolanta Radek (parl)
- Berlioz – Potępienie Fausta, dyr. Kord[54]
- Verdi – Requiem cz. I, dyr. Kord[55]
- Verdi – Requiem, dyr. Kord[56]
- Verdi – Requiem cz. II, dyr. Kord[57]
- Mozart – Requiem, dyr. Kord[58] (reedycja w PNCD135)
- Bruckner – Te Deum, dyr. Kord[59]
- Vivaldi, Martini, Albinoni, dyr. Dobrzański[60]
- Beethoven – 9 Symfonia, dyr. Wisłocki[61]
- Herzlichst Ihr Warschauer Symphonie-Orchester[62]
- Kobierkowicz, Zwierzchowski – Requiem,Musica Antiqua Polonica[63].
- Szymanowski vol.2[64]
- Szymanowski vol.6[65] w tym: Trzy fragmenty z poematów Jana Kasprowicza op. 5
- Szymanowski – Songs of a fairy-tale princess[66]
- Baird – Psychodrama, Jutro, dyr. Czajkowski[67]
- Mozart – Requiem, dyr. Kord[68]
- Górzyński, Zdzisław – Trubadur – montaż muzyczny[69]
- Szymanowski, Stabat Mater, Symphony No 3, dyr.Maksymiuk[70],
- Beethoven – Symphonies, Chór Filharmonii Narodowej, dyr. Kord/[71] w bazie CD Accord Music Edition.
- Szymanowski – Stabat Mater, dyr. Stryja, CD[72];
- Moniuszko – Gala: arie z oper Halka i Hrabina, pieśni ze Śpiewnika domowego[73]
- Beethoven – IX symfonia d-moll: Uwertura Leonora III[74]
- Duszo Chrystusowa – z albumu Święty, święty, święty[75]
- Baird – Selected Works[76]

### Kompilacje różnych solistów
- Musica Polonica Nova: 1944-1974[77]
- Arie słowiańskie / Borodin, Czajkowski, Moniuszko[78]
- Najpiękniejsze pieśni polskie[79]
- Piękne głosy – Piękne arie[80]
- Szymanowski – Pieśni na głos i orkiestrę[81]
- Moniuszko – Pieśni[82]
- Ave Maria w muzyce[83].
- Ave Verum: Kongres Eucharystyczny '87[84]
- Tobie Ojczyzno – Poległym w służbie i obronie Polski Ludowej[85]
- Wychowanie muzyczne – Płytoteka dla 8-klasowe szkoły podstawowej[86]
- Wychowanie muzyczne – Płytoteka dla 8-klasowe szkoły podstawowej[87]
- Jerzy Semkow – Polska tematyka w muzyce rosyjskiej[88]
- Zaślubinowy Pierścień[89]
- CZA WP – Wojsko, wojsko[90]
- Arie słowiańskie[91]
- Najpiękniejsze pieśni polskie[92]
- Niezapomniane arie operowe vol.1[93]
- Słynne arie operowe[94]
- Gwiazdy scen i estrad[95]
- Teatr Wielki w Warszawie – Arie i fragmenty operowe[96]
- 150 lat Teatru Wielkiego w Warszawie[97]
- Pastorałki – Muzyka polskiego baroku[98]
- Moniuszko – Msza Es-dur[99]
- Classical Opera Highlights 1-10 CD[100];
- Bizet: Carmen Highlights CD[101]
- Opera Highlights 1-5 CD[102];

### Kolędy
- Krystyna Szostek-Radkowa, Andrzej Hiolski – Popularne kolędy polskie[103]
- Witold Lutosławski – 20 kolęd[104]
- W Dzień Bożego Narodzenia SX[105]
- 40 Najpiękniejszych Kolęd Polskich[106]
- Kolędy klasycznie[107][108]
- W Dzień Bożego Narodzenia CD[109]
- Krystyna Szostek-Radkowa – Dama Pikowa (The Queen of Spades)/Czajkowski[110][111]
- Kolędy kompozytorów polskich[112]